# Marfil
Pour plus de détails, voir Fiche technique et Distribution.
Marfil est un film documentaire équatoguinéen réalisé en 2011.

## Synopsis
Le premier réalisateur est arrivé en Guinée équatoriale en 1904. La dernière salle de Malabo a fermé dans les années 1990. En 2011, durant le 2e festival de cinéma africain de Guinée équatoriale, le cinéma Marfil a rouvert ses portes. Florencio, Ángel et Estrada racontent à quel point le cinéma était et est encore présent dans leur vie.

## Fiche technique
- Réalisation : Rubén Monsuy Ndong Andeme
- Production : CCEM
- Scénario : Rubén Monsuy Ndong Andeme
- Image : Arsenio Villete, Boula Pascual, Nvó Mituy
- Montage : Rodrigo Nkogo, Nsue Mayé, Rubén Monsuy Ndong Andeme
- Son : Arsenio Villete, Boula Pascual, Nvó Mituy
- Musique : Betty Akna